# Мярт Лаарман
Мярт Лаарман (ест. Märt Laarman; 22 лютого 1896, Вільяндімаа, Естляндська губернія Російська імперія, нині Естонія — 18 квітня 1979, Таллінн, Естонія) — естонський художник-модерніст, графік, ілюстратор, художній критик, публіцист, поет, есеїст, перекладач, оформлювач книг, видавець, педагог. Заслужений художник Естонії.

## Біографія
Лаарман займався графікою і живописом, викладацькою та літературною діяльністю. У 1920-х роках навчався в школі А. Лайкмаа, удосконалювався під час навчальних поїздок північними країнами (Фінляндія, Німеччина, Данія, Швеція).
З 1923 року — член і керівник Групи естонських Художників.
Найбільш активний творчий період Групи припав на 1920-ті роки, коли були створені видатні твори в стилі кубізму з використанням геометричних форм — як у живописі, графіці, скульптурі, так і в сценічному і прикладному мистецтві, а також у книжковому дизайні. З 1928 року редагував альманах «Mue Kunsti Raamat», у 1928–1929 роках — критик видання «Taie». З кінця 1930-х років перейшов до більш реалістичного трактування мотивів. Його роботам властива скупа і узагальнена декоративність в розташуванні мас кольорів на площині, стриманий ліризм у трактуванні образів.
30 років пропрацював педагогом: півтора року учителем малювання, а весь інший час — учителем естонської мови і літератури. Будучи аматором, Мярт Лаарман досяг дивовижних результатів у багатьох гуманітарних галузях.

## Творчість
Ранні роботи Лаармана підкреслено конструктивістські, але в той же час не позбавлені експресіонізму. Про це свідчать «Сім гравюр на дереві» (1923) і «Церкви Олевісте і Нігулісте» (1927, гравюра на дереві). Експресіоністичну контрастність і напругу зберігає в значній мірі і більш пізня творчість художника, який в 1930-ті роки, захоплений загальною тенденцією, орієнтується на близькість до натури. Він створює численні станкові графічні аркуші — «Лебідь» (1943, гравюра на дереві), «Старий» (1958, гравюра на дереві), «Голова дівчини» (1959, кольорова гравюра на лінолеумі) і ін. Але більшу частину його творчості складають книжкові ілюстрації.
Автор оригінальних робіт модерністського напрямку в образотворчому мистецтві Естонії.

### Графіка
- Lamav mees (linoollõige, 1919; esimene linoollõige)
- Autoportree (linoollõige, 1921)
- Värav (puulõige, 1922; esimene puulõige)
- Sadam (puulõige, 1923)
- Oleviste ja Niguliste (puulõige, 1927)
- Tšellomängija (puulõige, 1927)
- Varesed (1942)
- Õhtu (puulõige, 1947–1948)
- Harakas jõel (puulõige, 1953)
- Pilved (puulõige, 1954)
- Lilled (puulõige, 1958)
- Tüdruk (puulõige, 1962)
- Sõudja (värviline puulõige, 1962)
- Laevad (värviline puulõige, 1962)
- Kaks figuuri (värviline puruplaadilõige, 1964)
- Pirita (värviline linoollõige, 1966)

### Картини
- Maalietüüdid:
  - Nuustaku alev (1921)
  - Kevadmaastik (1922)
- Oleviste ja Niguliste (1926)
- Laud (1928–1929)
- Haige (1930)
- Õhtu (1933)

### Книжкові ілюстрації
- "Käik tuultesse" (autor Marie Under, 1938)
- "Talvõlaul" (autor Johann Philipp von Roth, 1938)
- "Piksepalve 1644" (1939)
- "Kylmad ruba'iid" (1939)
- "Lindude laule" (1942)
- "Kaks taevalõiku" (autor Friedebert Tuglas, 1966–1968)
- "Realistliku ingli laul" (autor Jüri Üdi, 1968)

### Дизайн сцени
- Carlo Gozzi näidend-muinasjutt "Kaaren" (1923